# Armoriale dell'Aeronautica Militare italiana
Armoriale dell'Aeronautica Militare italiana, ovvero stemmi, distintivi e coccarde delle aeronautiche militari italiane: Regia Aeronautica ed Aeronautica Militare.

## Distintivi storici
| Aeronautica | stemma                                               | stemma                           | stemma                                         | stemma                                      |
| Aeronautica | Servizio Aeronautico 29 aprile 1913 - 28 giugno 1915 | Servizio Aeronautico 1915 - 1930 | Regia Aeronautica Primavera 1930 - luglio 1943 | Aeronautica Militare 25 gennaio 1971 - oggi |

## Distintivi di nazionalità
| Coccarda | coccarda tricolore    | stemma                        | stemma                               | stemma                          | stemma                         |
| Coccarda | Tricolore 1913 - 1936 | Alare 1935 - 8 Settembre 1943 | Di fusoliera 1926 - 8 Settembre 1943 | Tricolore Settembre 1943 - oggi | A bassa visibilità 1991 - oggi |

## Distintivi delle brigate aeree
- 1ª Brigata Aerea da Bombardamento (soppressa)
- 1ª Aerobrigata intercettori teleguidati[1] (soppressa)
- 1ª Brigata aerea "operazioni speciali"
- 2ª Brigata aerea intercettori diurni (soppressa)
- 3ª Brigata aerea ricognizione tattica (soppressa)
- III Brigata aerea (soppressa)
- Brigata aerea da bombardamento Gurà (soppressa)
- Brigata aerea mista dell'Aviazione della Somalia italiana (soppressa)
- 4ª Brigata aerea intercettori diurni (soppressa)
- 4ª Brigata telecomunicazioni e difesa aerea
- 5ª Brigata aerea caccia bombardieri (soppressa)
- 6ª Brigata aerea (soppressa)
- 9ª Brigata aerea ISTAR-EW
- 36ª Brigata aerea interdizione strategica
- 46ª Brigata aerea trasporti
- 60ª Brigata aerea (soppressa)
- 61ª Brigata aerea (soppressa)

## Distintivi degli stormi
| Reparto    | Distintivo               | Nome completo del reparto | Date di attività | Motto                                |
| ---------- | ------------------------ | --- | --- | ------------------------------------ |
| 1º Stormo  | stemma                   | 1º Stormo aeroplani da caccia (Brescia) | 7 maggio del 1923 - 1925 | —                                    |
| 1º Stormo  | stemma                   | 1º Stormo aeroplani da bombardamento (Milano) | 1923 - 1925 | —                                    |
| 1º Stormo  | stemma                   | 1º Stormo aeroplani da ricognizione (Roma) | 1923 - 1925 | —                                    |
| 1º Stormo  | stemma · stemma · stemma | 1º Stormo caccia | 1925 - 1936 | Incocca, tende, scaglia              |
| 1º Stormo  |                          | 1º Stormo C.T. 1º Stormo Caccia Ogni Tempo 1ª Brigata aerea intercettori teleguidati 1ª Brigata aerea operazioni speciali                             | 1936 - 8 settembre 1943 1956 - 1º maggio 1959 1º maggio 1959 - 30 giugno 2007 1º luglio 2007 - oggi | Incocca, tende, scaglia              |
| 2º Stormo  | stemma · stemma          | 2º Stormo caccia poi 2º Stormo C.T. | 25 dicembre 1925 - 13 agosto 1943 | Ubi ictus, ibi actus                 |
| 2º Stormo  | stemma                   | 2º Stormo trasporti notturno 2º Stormo trasporti | 1º luglio 1944 - 25 luglio 1944 25 luglio 1944 - 1º novembre 1948 | —                                    |
| 2º Stormo  | stemma                   | 2º Stormo caccia 2ª Brigata aerea intercettori diurni 2º Stormo caccia tattici ricognitori leggeri 2º Stormo caccia bombardieri ricognitori 2º Stormo | 13 dicembre 1950 - 1º luglio 1953 1º luglio 1953 - 1º ottobre 1962 1º ottobre 1964 - primi anni 70 primi anni 70 - anni 90 anni 90 - oggi                                                                              | La lancia ha sete, dove giunge beve  |
| 3º Stormo  | stemma                   | 3º Stormo caccia | 1º giugno 1931 |                                      |
| 3º Stormo  | stemma                   | 3º Stormo C.T. | |                                      |
| 3º Stormo  | stemma                   | Stormo Baltimore | 1944 - 1945 |                                      |
| 3º Stormo  | stemma                   | 3º Stormo da caccia 3ª Brigata aerea ricognizione tattica 3º Stormo 3º Stormo supporto operativo 3º Stormo (Villafranca di Verona)                    | 1º novembre 1948 - 1º gennaio 1956 1º gennaio 1956 - 1º settembre 1977 1º settembre 1977 - 19 luglio 1999 2 maggio 2008 - 15 ottobre 2012 15 ottobre 2012 - oggi                                                       |                                      |
| 3º Stormo  | stemma                   | Reparto mobile di supporto (Villafranca di Verona) | 19 luglio 1999 - 2 maggio 2008 |                                      |
| 4º Stormo  | stemma                   | 4º Stormo caccia | 1º giugno 1931 - 1º maggio 1933 | Coelum nobis - nos ad coelum         |
| 4º Stormo  | stemma · stemma          | 4º Stormo C.T. poi 4º Stormo caccia 4ª Brigata aerea intercettori diurni 4º Stormo                                                                    | 1º maggio 1933 - 1º novembre 1954 1º novembre 1954 - 27 settembre 1967 27 settembre 1967 - oggi | —                                    |
| 5º Stormo  | stemma                   | 5º Stormo assalto 5º Stormo tuffatori 5º Stormo C.T. 5º Stormo caccia bombardieri 5ª Brigata caccia bombardieri                                       | 1º gennaio 1934 - 1º dicembre 1940 15 maggio 1942 - 15 giugno 1944 15 giugno 1944 - 1º gennaio 1951 1º gennaio 1951 - 1º febbraio 1953 1º febbraio 1953 - 1º maggio 1956                                               | Comminus                             |
| 5º Stormo  | stemma                   | 5ª Brigata caccia bombardieri 5º Stormo | 1º maggio 1956 - 12 giugno 1964 12 giugno 1964 - 5 ottobre 2010 |                                      |
| 6º Stormo  | stemma                   | 6º Stormo caccia 6º Stormo C.T. | 5 gennaio 1936 - settembre 1942 | Ghignando sulla preda mi scaglio     |
| 6º Stormo  | stemma                   | 6º Stormo 6ª Brigata 6º Stormo (Ghedi) | 1º gennaio 1951 - ? oggi | Ghignando sulla preda mi scaglio     |
| 7º Stormo  | stemma                   | 7º Stormo bombardamento notturno | | Gravius instat                       |
| 7º Stormo  | stemma                   | 7º Stormo B.N. anche 7º Stormo B.N.L. | | Aude per tenebras                    |
| 7º Stormo  | stemma                   | 7º Stormo aerosilurante | ? |                                      |
| 7º Stormo  | stemma                   | 7º Stormo B.T. | ? - 1943 |                                      |
| 8º Stormo  | stemma                   | 8º Stormo misto o 8º Stormo bombardamento 8º Stormo B.T.                                                                                              | 1º luglio 1926 - ? | Ex alto ad signum                    |
| 8º Stormo  | stemma                   | 8º Stormo B.N. | 1º giugno 1931 - 8 settembre 1943 | Obscurius ut clarius                 |
| 8º Stormo  | stemma                   | 8º Stormo caccia bombardieri ricognitori 8º Stormo | 14 settembre 1967 - marzo 1995 |                                      |
| 9º Stormo  | stemma                   | 9º Stormo bombardamento 9º Stormo B.N. | 26 febbraio 1934 - 26 agosto 1935 26 agosto 1935 - 15 gennaio 1941 10 maggio 1941 - 7 settembre 1943 |                                      |
| 9º Stormo  | stemma                   | 9º Stormo Caccia Intercettori 9º Stormo | 27 settembre 1967 - oggi |                                      |
| 10º Stormo | stemma                   | 10º Stormo B.T. | 10 giugno 1940 - ? |                                      |
| 11º Stormo | stemma                   | 11º Stormo B.T. | 1º gennaio 1936 - 15 luglio 1940 |                                      |
| 12º Stormo | stemma                   | 12º Stormo B.T. | |                                      |
| 13º Stormo | stemma                   | 13º Stormo B.T. | | Diritto al segno                     |
| 14º Stormo | stemma                   | 14º Stormo misto | 15 gennaio 1927 - 1º giugno 1931 | Audacius omnia audere                |
| 14º Stormo | stemma · stemma          | 14º Stormo B.T. anche come 14º Stormo bis | 1º giugno 1931 - 15 gennaio 1942 | Audacius omnia audere                |
| 14º Stormo | stemma                   | 14º Stormo (Pratica di Mare) | 1º giugno 1976 - oggi | Lux et umbra                         |
| 15º Stormo | stemma                   | 15º Stormo B.T. | 1º giugno 1931 - 1º settembre 1942 | Nec in somno quies                   |
| 15º Stormo | stemma                   | 15º Stormo d´assalto | 1º settembre 1942 - 8 settembre 1943 |                                      |
| 15º Stormo | stemma                   | 15º Stormo S.A.R. 15º Stormo (Cervia) | 1º ottobre 1965 - gennaio 1973 gennaio 1973 - oggi | Ab caelo in auxilium vitae           |
| 16º Stormo | stemma                   | 16º Stormo B.T. | ? | —                                    |
| 16º Stormo | stemma                   | 16º Stormo I.T. 16º Stormo protezione delle forze | 1985 - 1995 24 maggio 2004 - oggi | —                                    |
| 17º Stormo | stemma                   | 17º Stormo C.T. 17º Stormo 17º Stormo I.T. | ? | Sufficit animus                      |
| 17º Stormo | stemma                   | 17º Stormo incursori (Furbara) | 2 aprile 2008 - oggi | Sufficit animus                      |
| 18º Stormo | stemma                   | 18º Stormo B.T. 18º Stormo trasporti | ? - maggio 1941 15 ottobre 1941 - 21 gennaio 1942 | Ocio che te sbrego                   |
| 19º Stormo | stemma                   | 19º Stormo R.T. 19º Stormo O.A. | |                                      |
| 20º Stormo | stemma                   | 20º Stormo O.A. | |                                      |
| 21º Stormo | stemma                   | 21º Stormo O.A. | 20 dicembre 1925 - 8 settembre 1941 |                                      |
| 22º Stormo | stemma                   | 22º Stormo O.A. | |                                      |
| 23º Stormo | stemma                   | 23º Stormo da bombardamento | |                                      |
| 24º Stormo |                          | | |                                      |
| 25º Stormo |                          | | |                                      |
| 26º Stormo |                          | | |                                      |
| 27º Stormo |                          | | |                                      |
| 28º Stormo |                          | | |                                      |
| 29º Stormo |                          | | |                                      |
| 30º Stormo | stemma                   | 30º Stormo B.M. | 1º giugno 1931 - ? | Ardisco, colpisco, me n'infischio    |
| 30º Stormo | stemma                   | 30º Stormo B.M. | ? - 25 agosto 1943 | Ovunque inflessibilmente             |
| 30º Stormo | stemma                   | 30º Stormo antisommergibili | 1º gennaio 1973 - 31 luglio 2002 | Ovunque inflessibilmente             |
| 31º Stormo | stemma                   | 31º Stormo B.M. anche 31º Stormo sperimentale B.M. | 1º ottobre 1933 - 5 novembre 1940 | A rinnovar le gesta                  |
| 31º Stormo | stemma                   | 31º Stormo | 1º marzo 1965 - al 1976 stormo elicotteri base a Pratica di Mare su 93º gruppo. Dal 1976 incorpora il Reparto Volo Stato Maggiore (RVSM su 302º e 306º gruppo) e si sposta a Ciampino sciogliendo il 302° fino ad oggi | A rinnovar le gesta                  |
| 32º Stormo | stemma                   | 32º Stormo B.T. | 1º dicembre 1936 - settembre 1941 |                                      |
| 32º Stormo | stemma                   | 32º Stormo aerosiluranti | 1º maggio 1942 - 27 gennaio 1943 |                                      |
| 32º Stormo | stemma                   | 32º Stormo (Amendola) | 1º settembre 1967 - oggi |                                      |
| 33º Stormo | stemma                   | 33º Stormo B.T. | |                                      |
| 34º Stormo | stemma                   | 34º Stormo B.T. | | Lux et umbra                         |
| 35º Stormo | stemma                   | 35º Stormo B.M. 35º Stormo misto | |                                      |
| 36º Stormo | stemma                   | 36º Stormo B.T. | 4 febbraio 1938 - 1941 | Alas Altius Alere                    |
| 36º Stormo | stemma                   | 36º Stormo aerosiluranti | 1941 - 1944 | Con l'ala tesa a gloria o a morte    |
| 36º Stormo | stemma                   | 36º Stormo trasporti | 1948 - gennaio 1955 | —                                    |
| 36º Stormo | stemma                   | 36ª Aerobrigata interdizione strategica | 1º maggio 1960 - 30 giugno 1963 | —                                    |
| 36º Stormo | stemma                   | 36º Stormo | 1º giugno 1966 - oggi | Con l'ala tesa a gloria o a morte    |
| 37º Stormo | stemma                   | 37º Stormo B.T. | 1º aprile 1937 - 15 giugno 1943 |                                      |
| 37º Stormo | stemma                   | 37º Stormo | 1º ottobre 1984 - oggi |                                      |
| 38º Stormo | stemma                   | 38º Stormo B.T. | |                                      |
| 39º Stormo | stemma                   | 39º Stormo B.T. | |                                      |
| 40º Stormo | stemma                   | 40º Stormo C.T. | |                                      |
| 41º Stormo | stemma                   | 41º Stormo B.T. | 1º luglio 1939 - 24 giugno 1943 |                                      |
| 41º Stormo | stemma                   | 41º Stormo antisom | 16 febbraio 1953 - oggi |                                      |
| 42º Stormo | stemma                   | 42º Stormo intercettori | ? |                                      |
| 43º Stormo | stemma                   | 43º Stormo B.T. | |                                      |
| 44º Stormo | stemma                   | 44º Stormo trasporti | 1942 - ? |                                      |
| 45º Stormo | stemma                   | 45º Stormo trasporti | 1942 - ? |                                      |
| 46º Stormo | stemma                   | 46º Stormo B.T. 46º Stormo A.S. | 15 febbraio 1940 - 15 settembre 1940 9 ottobre 1940 - 20 gennaio 1941 15 maggio 1941 - ? ? - 1º settembre 1942 |                                      |
| 46º Stormo | stemma                   | 46º Stormo trasporti 46ª Brigata aerea | 1º novembre 1948 - 16 febbraio 1954 16 febbraio 1954 - oggi |                                      |
| 47º Stormo | stemma                   | 47º Stormo B.T. | |                                      |
| 48º Stormo | stemma                   | 48º Stormo B.T. | |                                      |
| 49º Stormo |                          | | |                                      |
| 50º Stormo | stemma                   | 50º Stormo assalto | 10 giugno 1936 - 20 maggio 1941 |                                      |
| 50º Stormo | stemma                   | 50º Stormo assalto | 20 maggio 1942 - 12 settembre 1943 | Ocio che te copo!..                  |
| 50º Stormo | stemma                   | 50º Stormo | 1º aprile 1967 - 13 settembre 2016 |                                      |
| 51º Stormo | stemma                   | 51º Stormo C.T. | 1º ottobre 1939 - primavera 1940 | Hostibus terror                      |
| 51º Stormo | stemma                   | 51º Stormo C.T. 51º Stormo | primavera 1940 - 1943 1947 - oggi |                                      |
| 52º Stormo | stemma                   | 52º Stormo C.T. | ? - 1943 | Ad hostes ululans                    |
| 53º Stormo | stemma                   | 53º Stormo C.T. | 5 maggio 1936 - settembre 1943 |                                      |
| 53º Stormo | stemma                   | 53º Stormo | 1º aprile 1967 - 28 luglio 1999 |                                      |
| 54º Stormo | stemma                   | 54º Stormo C.T. | ? - settembre 1943 |                                      |
| 55º Stormo |                          | | |                                      |
| 56º Stormo | stemma                   | 56º Stormo C.T. | |                                      |
| 57º Stormo |                          | | |                                      |
| 58º Stormo |                          | | |                                      |
| 59º Stormo |                          | | |                                      |
| 60º Stormo | stemma                   | 60º Stormo 60ª Brigata 60º Stormo (Guidonia) | dicembre 2014 - oggi | Primo avulso non deficit alter       |
| 61º Stormo | stemma                   | 61º Stormo 61ª Brigata 61º Stormo (Lecce) | dal 1962 Scuola di Volo Basico Iniziale Aviogetti (SVBIA) al 13 settembre 1986 14 settembre 1986 - 30 novembre 1995 1º dicembre 1995 - oggi                                                                            | Per l'ampio spazio a saettar insegno |
| 62º Stormo |                          | | |                                      |
| 63º Stormo |                          | | |                                      |
| 64º Stormo |                          | | |                                      |
| 65º Stormo |                          | | |                                      |
| 66º Stormo |                          | | |                                      |
| 67º Stormo |                          | | |                                      |
| 68º Stormo |                          | | |                                      |
| 69º Stormo |                          | | |                                      |
| 70º Stormo | stemma                   | Scuola volo senza visibilità | 1939 - 1955 |                                      |
| 70º Stormo | stemma                   | Scuola addestramento plurimotori | 1955 - 1961 |                                      |
| 70º Stormo | stemma                   | Scuola volo basico avanzato elica | 1961 - 1985 | Totus in tenebris tutus in cursum    |
| 70º Stormo | stemma                   | 70º Stormo | 1985 - oggi | Pro omnibus unus                     |
| 71º Stormo |                          | | |                                      |
| 72º Stormo | stemma                   | 72º Stormo | 10 novembre 1985 - oggi |                                      |

## Distintivi dei gruppi di volo e missili
1º Gruppo
 1º Gruppo di squadriglie Più alto e più oltre
 1º Gruppo A.P.C.
 1º Gruppo O.A.
 2º Gruppo C.T.
 2º Gruppo A.P.C.
 3º Gruppo caccia terrestre
 Gruppo comando supremo
 Gruppo aviazione artiglieria
 IV Gruppo
 4º Gruppo B.T.
 4º Gruppo bis B.T.
 V Gruppo
 5º Gruppo O.A.
 6º Gruppo caccia
 7º Gruppo autonomo caccia terrestre
 7º Gruppo combinato
 8º Gruppo Volo C.T. (dal 2 giugno 1916 al 1º settembre 1962)
 8º Gruppo Breus (dal 1º giugno 1976 ad oggi)
 9º Gruppo caccia Gamba di ferro (dal 1940 a tutto il 1941)
 9º Gruppo caccia
 10º Gruppo Cavallino rampante
 XI Gruppo poi 11º Gruppo Caproni Senza cozzar dirocco
 11º Gruppo B.T.
 11º Gruppo radar (dal 1951 al 1998)
 12º Gruppo caccia
 12º Gruppo assalto
 13º Gruppo caccia A testa sotto
 XIV Gruppo
 14º Gruppo F.B.R.
 XV Gruppo
 XVI Gruppo poi 16º Gruppo La Cucaracha
 17º Gruppo
 18º Gruppo caccia Ocio che te copo
 XIX Gruppo
 20º Gruppo Unus sed leo
 21º Gruppo caccia terrestre (primo stemma 21º Gruppo)
 21º Gruppo Tigre - Ad hostes rugens - (dal 1964 come Gruppo caccia intercettori Ogni Tempo)
 22º Gruppo Spauracchio
 22º Gruppo radar
 23º Gruppo Vespa arrabbiata
 23º Gruppo Veltro
 XXIV Gruppo (poi 24º Gruppo C.T.) A frugar negli spazi...
 Gruppo speciale Aviazione I
 Gruppo aviazione da difesa settentrionale
 Gruppo aviazione da difesa aerea Italia settentrionale
 Gruppo difesa antiaerea Veneto-Emilia
 Gruppo aviazione da difesa meridionale
 I Raggruppamento idrovolanti
 II Raggruppamento idrovolanti
 III Raggruppamento idrovolanti
 Gruppo tattico Ca. 101
 Gruppo autonomo misto RT e C
 XXV Gruppo
 XXVI Gruppo
 XXVII Gruppo
 28º Gruppo o XXVIII Gruppo Streghe Melius esse quam videri
 XXIX Gruppo
 XXXI Gruppo
 XXXIII Gruppo
 41º Gruppo autonomo Usque ad inferos
 XLIV Gruppo
 XLV Gruppo
 XLIX Gruppo
 50º Gruppo
 56º Gruppo I.T. (intercettori teleguidati)
 57º Gruppo I.T.
 58º Gruppo I.T.
 LXI Gruppo o 61º Gruppo Memento extollere animos
 66º Gruppo Intercettori Teleguidati
 67º Gruppo intercettori teleguidati
 71º Gruppo O.A. (dal 1º marzo 1932 all'8 settembre 1943)
 71º Gruppo Volo Perseo (dal 1º giugno 1976 ad oggi)
 72º Gruppo I.T.
 73º Gruppo
 79º Gruppo I.T.
 80º Gruppo I.T.
 80º Centro C/SAR
 81º Gruppo I.T.
 81° Centro addestramento equipaggi
 82º Gruppo R.M.L.
 82º Centro C/SAR
 83º Centro C/SAR
 84º Centro C/SAR
 85º Centro C/SAR Nec in somno quies
 85º Gruppo R.M.L.
 88º Gruppo
 98º Gruppo
 101º Gruppo C.B.R.
 102º Gruppo Valzer
 103º Gruppo
 132º Gruppo Sempre i soliti...!
 130º Gruppo autonomo aerosiluranti Virtute duce comite fortuna
 150º Gruppo Gigi tre osei
 151º Gruppo
 154º Gruppo
 154º Gruppo  Diavoli rossi
 155º Gruppo ETS
 156º Gruppo  Linci
 160º Gruppo caccia Ardisco dove più arde
 167º Gruppo intercettori
 207º Gruppo Volo
 213º Gruppo
 214º Gruppo
 303º Gruppo Cicogne
 311º Gruppo volo
 313º Gruppo Frecce Tricolori

## Distintivi delle squadriglie
1ª Squadriglia Caproni da bombardamento
 1ª Squadriglia da ricognizione e combattimento
 1ª Squadriglia per l'artiglieria
 1ª Squadriglia caccia
 1ª Squadriglia navale S.A.
 1ª Squadriglia Idrovolanti
 2ª Squadriglia Caproni da bombardamento
 2ª Squadriglia da ricognizione e combattimento
 2ª Squadriglia per l'artiglieria
 2ª Squadriglia caccia
 2ª Squadriglia Idrovolanti
 3ª Squadriglia Caproni da bombardamento
 3ª Squadriglia da ricognizione e combattimento
 3ª Squadriglia per l'artiglieria
 3ª Squadriglia caccia
 3ª Squadriglia Idrovolanti
 4ª Squadriglia Caproni da bombardamento
 4ª Squadriglia da ricognizione e combattimento
 4ª Squadriglia per l'artiglieria
 4ª Squadriglia Et ala et corde
 4ª Squadriglia caccia
 5ª Squadriglia Caproni da bombardamento
 5ª Squadriglia da ricognizione e combattimento
 5ª Squadriglia per l'artiglieria
 5ª Squadriglia caccia
 6ª Squadriglia da bombardamento Caproni
 6ª Squadriglia da ricognizione e combattimento
 6ª Squadriglia per l'artiglieria
 7ª Squadriglia da bombardamento Caproni
 7ª Squadriglia da ricognizione e combattimento
 7ª Squadriglia per l'artiglieria
    8ª Squadriglia da bombardamento Caproni Gli assi
 8ª Squadriglia da ricognizione e combattimento
 8ª Squadriglia per l'artiglieria
 9ª Squadriglia da bombardamento Caproni
 9ª Squadriglia da ricognizione e combattimento
 10ª Squadriglia da bombardamento "Caproni"
 10ª Squadriglia da ricognizione e combattimento Farman
 11ª Squadriglia da bombardamento Caproni
 11ª Squadriglia da ricognizione e combattimento
 12ª Squadriglia da ricognizione e combattimento
 12ª Squadriglia da bombardamento Caproni dell'aviazione della Tripolitania
 13ª Squadriglia da bombardamento Caproni
 13ª Squadriglia da ricognizione e combattimento
 14ª Squadriglia da bombardamento Caproni
 14ª Squadriglia da ricognizione e combattimento
 15ª Squadriglia da bombardamento Caproni
 15ª Squadriglia da ricognizione e combattimento
 16ª Squadriglia
 Distaccamento A.R.
 17ª Squadriglia
 18ª Squadriglia
 19ª Squadriglia
 20ª Squadriglia
 21ª Squadriglia
 22ª Squadriglia
 23ª Squadriglia
 24ª Squadriglia
 25ª Squadriglia
 26ª Squadriglia
 27ª Squadriglia
 28ª Squadriglia
 29ª Squadriglia
 30ª Squadriglia
 31ª Squadriglia
 32ª Squadriglia Gamba di ferro
 33ª Squadriglia
 34ª Squadriglia
 35ª Squadriglia poi O.A.
 36ª Squadriglia
 37ª Squadriglia
 38ª Squadriglia Fiamma chiusa è più ardente
 39ª Squadriglia
 40ª Squadriglia
 41ª Squadriglia
 42ª Squadriglia
 43ª Squadriglia
 44ª Squadriglia
 45ª Squadriglia
 46ª Squadriglia
 47ª Squadriglia
 48ª Squadriglia
 49ª Squadriglia
 50ª Squadriglia
 56ª Squadriglia
 57ª Squadriglia
 58ª Squadriglia
 59ª Squadriglia
 60ª Squadriglia I gufi Mi fate un baffo
 61ª Squadriglia
 62ª Squadriglia
 63ª Squadriglia
 64ª Squadriglia
 65ª Squadriglia assalto Mi fanno un baffo
 66ª Squadriglia
 69ª Squadriglia caccia Cave adsum
 70ª Squadriglia caccia
 71ª Squadriglia caccia
 72ª Squadriglia caccia Leone alato
 73ª Squadriglia caccia
 74ª Squadriglia caccia
 75ª Squadriglia ricognizione
 75ª Squadriglia caccia Duca d’Aosta
 76ª Squadriglia caccia
 77ª Squadriglia aeroplani
 78ª Squadriglia Caccia
 79ª Squadriglia
 80ª Squadriglia caccia
 81ª Squadriglia aeroplani
 82ª Squadriglia Gigi tre osei
 83ª Squadriglia caccia
 83ª Squadriglia La disperata
 84ª Squadriglia
 85ª Squadriglia Cuore di ferro
 86ª Squadriglia Caccia
 87ª Squadriglia aeroplani La Serenissima
 88ª Squadriglia
 89ª Squadriglia
 90ª Squadriglia
 91ª Squadriglia aeroplani da caccia
 92ª Squadriglia caccia
 93ª Squadriglia caccia
 93ª Squadriglia caccia- Africa "Teneo Te Africa";
 94ª Squadriglia caccia
 95ª Squadriglia caccia
 96ª Squadriglia
 97ª Squadriglia
 101ª Squadriglia
 102ª Squadriglia
 103ª Squadriglia
 104ª Squadriglia
 105ª Squadriglia
 106ª Squadriglia
 107ª Squadriglia
 108ª Squadriglia
 109ª Squadriglia
 110ª Squadriglia
 111ª Squadriglia SAML
 112ª Squadriglia
 112ª Squadriglia R. R.
 113ª Squadriglia
 113ª Squadriglia R. R.
 114ª Squadriglia
 114ª Squadriglia R. R.
 115ª Squadriglia
 115ª Squadriglia R. R.
 116ª Squadriglia
 116ª Squadriglia O.A. Fiamma chiusa è più ardente
 116ª Squadriglia Fiamma chiusa è più ardente
 117ª Squadriglia
 118ª Squadriglia O.A. Guardu e t'lu disu
 120ª Squadriglia
 121ª Squadriglia
 121ª Squadriglia R. R. Graffia, iscoia, isquatra
 122ª Squadriglia
 123ª Squadriglia O.A. Se te trovo!
 123ª Squadriglia R. R.
 127ª Squadriglia Mo' ti F8
 131ª Squadriglia
 131ª Squadriglia R. R.
 132ª Squadriglia
 132ª Squadriglia R. R.
 133ª Squadriglia
 133ª Squadriglia R. R.
 134ª Squadriglia
 134ª Squadriglia R. R.
 135ª Squadriglia
 135ª Squadriglia R. R.
 136ª Squadriglia
 136ª Squadriglia R. R.
 137ª Squadriglia R. R.
 138ª Squadriglia
 139ª Squadriglia SARanno famosi
 140ª Squadriglia
 141ª Squadriglia R.M. Abscondita predans in undis
 142ª Squadriglia Denique in imum
 Squadriglia di Ro.1 Libica
 143ª Squadriglia R.M.
 144ª Squadriglia R.M.
 147ª Squadriglia
 149ª Squadriglia
 161ª Squadriglia
 171ª Squadriglia R.M. Amor addidit
 174ª Squadriglia RST
 181ª Squadriglia
 182ª Squadriglia
 183ª Squadriglia
 187ª Squadriglia R.M.
 192ª Squadriglia
 197ª Squadriglia R.M.
 201ª Squadriglia
 205ª Squadriglia da bombardamento Sorci verdi
 208ª Squadriglia
 209ª Squadriglia
 210ª Squadriglia
 211ª Squadriglia
 212ª Squadriglia
 213ª Squadriglia
 240ª Squadriglia
 241ª Squadriglia
 242ª Squadriglia
 243ª Squadriglia
 245ª Squadriglia
 246ª Squadriglia
 251ª Squadriglia
 252ª Squadriglia
 253ª Squadriglia
 254ª Squadriglia
 255ª Squadriglia
 256ª Squadriglia
 257ª Squadriglia
 258ª Squadriglia
 259ª Squadriglia
 260ª Squadriglia
 261ª Squadriglia
 262ª Squadriglia
 263ª Squadriglia
 264ª Squadriglia
 265ª Squadriglia
 266ª Squadriglia
 267ª Squadriglia
 268ª Squadriglia
 269ª Squadriglia
 270ª Squadriglia
 271ª Squadriglia
 272ª Squadriglia
 273ª Squadriglia
 274ª Squadriglia
 275ª Squadriglia
 276ª Squadriglia
 277ª Squadriglia
 278ª Squadriglia aerosiluranti Pauci sed semper immites
 279ª Squadriglia
 280ª Squadriglia
 281ª Squadriglia
 282ª Squadriglia
 283ª Squadriglia
 284ª Squadriglia
 285ª Squadriglia
 286ª Squadriglia
 287ª Squadriglia R.M. Pauci sed semper immites
 288ª Squadriglia R.M.L. Non credo se non vedo
 301ª Squadriglia
 302ª Squadriglia
 303ª Squadriglia
 304ª Sezione
 305ª Sezione
 306ª Squadriglia
 307ª Squadriglia
 351ª Squadriglia Tigri Bianche
 352ª Squadriglia
 353ª Squadriglia
 354ª Squadriglia
 355ª Squadriglia
 356ª Squadriglia
 357ª Squadriglia
 358ª Squadriglia
 363ª Squadriglia
 364ª Squadriglia
 365ª Squadriglia
 366ª Squadriglia
 367ª Squadriglia
 368ª Squadriglia
 369ª Squadriglia
 370ª Squadriglia
 371ª Squadriglia
 372ª Squadriglia
 373ª Squadriglia
 374ª Squadriglia
 377ª Squadriglia C.N.
 382ª Squadriglia
 386ª Squadriglia
 387ª Squadriglia Caccia
 388ª Squadriglia
 406ª Squadriglia
 407ª Squadriglia
 427ª Squadriglia
 428ª Squadriglia
 505ª Squadriglia Dulce et decorum est pro patria mori
 508ª Squadriglia Dove lo sguardo posa, le ali spiega
 602ª Squadriglia Varda che te sbuso
 615ª Squadriglia collegamenti
 672ª Squadriglia collegamenti
 674ª Squadriglia collegamenti Attenti al lupo!
 5ª Sezione Difesa
 Sezione Difesa Bologna
 Sezione Difesa Ravenna
 Sezione Difesa Rimini-Riccione
 Sezione Difesa Jesi
 1ª Sezione SVA
 2ª Sezione SVA
 3ª Sezione SVA
 4ª Sezione SVA
 5ª Sezione SVA
 6ª Sezione SVA
 8ª Sezione SVA
 Sezione FBA Varazze